# Лопухин, Владимир Михайлович (радиофизик)
Владимир Михайлович Лопухин (16.06.1921 — 27.12.1995) — российский учёный в области радиофизики и космической СВЧ-энергетики, доктор физико-математических наук, профессор; заведующий кафедрой радиофизики (радиофизики СВЧ) МГУ имени М. В. Ломоносова.

## Биография
Родился 16 июня 1921 года в Омске.
Окончил физический факультет Московского государственного университета имени М. В. Ломоносова и его аспирантуру. Работал там же в должностях от младшего научного сотрудника до заведующего кафедрой радиофизики СВЧ (1967—1988), с 1988 г. профессор той же кафедры, преобразованной в 1990 году в кафедру радиофизики.
Умер 27 декабря 1995 года. Похоронен на Введенском кладбище (уч. № 21).

## Научная деятельность
Ученик Самсона Давидовича Гвоздовера.
Вместе с Владимиром Александровичем Ванке, Владимиром Леонидовичем Саввиным, Леонидом Васильевичем Лесковым занимался исследованиями в области радиофизики, микроволновой электроники, в том числе созданием циклотронного преобразователя сверхвысокочастотной энергии, решением проблем солнечных космических электростанций, а также разработкой электроннолучевых параметрических усилителей.
Автор и соавтор более 100 научных работ.
Доктор физико-математических наук (1963, диссертация «Возбуждение электромагнитных колебаний и волн электронными потоками»), профессор (1965).

### Сочинения
- Возбуждение электромагнитных колебаний и волн электронными потоками [Текст]. — Москва : Гос. изд-во техн.-теорет. лит., 1953. — 324 с. : черт.; 21 см.
- Электроннолучевые параметрические усилители [Текст] / В. М. Лопухин, А. С. Рошаль. — Москва : Сов. радио, 1968. — 240 с. : ил.; 21 см.
- Шумы и параметрические явления в электронных приборах сверхвысоких частот [Текст] / В. М. Лопухин, В. Б. Магалинский, В. П. Мартынов, А. С. Рошаль. — Москва : Наука, 1966. — 371 с. : черт.; 20 см.